# Quadricoma papillata
Quadricoma papillata is een rondwormensoort uit de familie van de Desmoscolecidae. De wetenschappelijke naam van de soort is voor het eerst geldig gepubliceerd in 1977 door Decraemer W..